# Santiago Sas

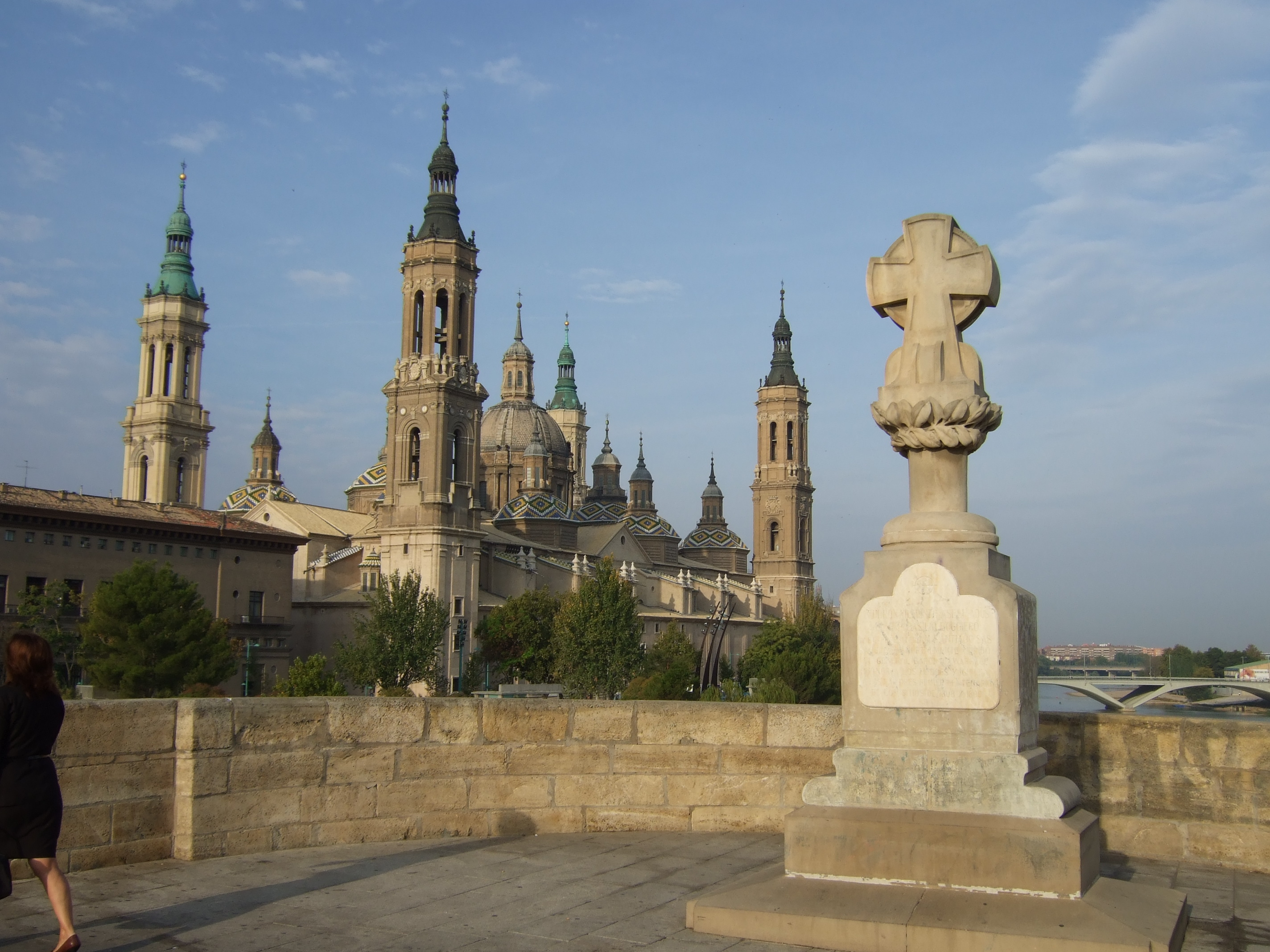
Cruz sobre el Puente de Piedra, dedicada: «Aquí fueron vilmente asesinados el R.P. Basilio Boggiero y el presbítero M. Santiago Sas. Aquí cayó mortalmente herido el Barón de Warsage. Honor a los héroes y gloria a los mártires. Primer Centenario de los Sitios de 1808 y 1809.»

Santiago Sas y Casayau, nacido en Zaragoza en 1774 y muerto en Zaragoza en 1809. Eclesiástico aragonés que se distinguió en la defensa de Zaragoza durante los sitios en la guerra de la Independencia española.

## Biografía
Cuando en junio de 1808 los franceses se acercaban a Zaragoza, organizó a sus expensas algunas compañías de escopeteros de la parroquia de San Pablo, y con estos soldados luchó valientemente en la batalla de las Eras (15 de junio) que costó a los franceses, dirigidos por Charles Lefebvre-Desnouettes, numerosas pérdidas. Siguió a esa batalla el primer Sitio, y Sas estuvo en todos los puntos de mayor peligro: en la puerta del Carmen, en el portillo de la calle Mayor, en la puerta de Sancho y en el cuartel de Caballería. 
Al producirse el segundo Sitio también estaba en Zaragoza. Al capitular la ciudad en febrero de 1809, la traición del general francés Lannes, que no respetó lo pactado, hizo que Santiago Sas y el padre Basilio Boggiero fueran asesinados a bayonetazos en el Puente de Piedra la noche del 22 de febrero y arrojados sus cadáveres al Ebro. En el puente de Piedra hay un monumento dedicado a la memoria del Barón de Warsage, del padre Boggiero y de Santiago Sas.

## Enlaces
- Relato de la muerte de Sas y Boggiero en Los Episodios Nacionales, de Benito Pérez Galdós, en Wikisource.

- Datos: Q9074296
- Multimedia: Santiago Sas / Q9074296